# Філіп Хосе Фармер

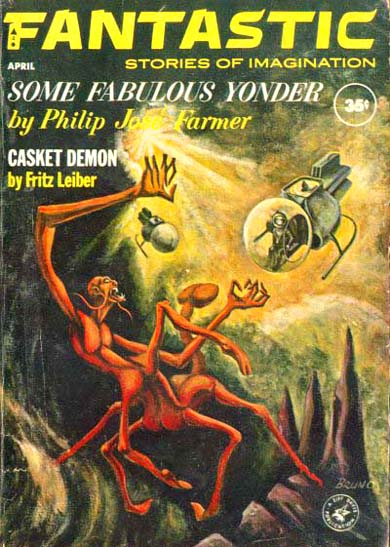
Коротка повість Фармера «Some Fabulous Yonder» була ковер-сторі у випуску «Fantastic Stories» квітня 1963

Філіп Хосе Фармер (англ. Philip José Farmer; 26 січня 1918 — 25 лютого 2009) — американський письменник-фантаст, автор більше ніж 50 романів і багатьох оповідань. Основоположник жанру еротичної фантастики. За його внесок до жанру фантастики Фармер став 19-м лауреатом премії «Гросмейстер фантастики» (2001), був нагороджений Всесвітньою премією фентезі за заслуги перед жанром (2001), а також був включений до Залу слави Першого фендому (2003).

## Біографія та творчість
Народився 26 січня 1918 у Терре-Хот (штат Індіана). Після закінчення школи в 1936 році він працював електромонтером і одночасно навчався в політехнічному інституті Бредлі (м. Піорія, штат Іллінойс) і університеті штату Міссурі. У 1941 році одружився. Ця подія змусила його кинути навчання і перейти на більш важку і високооплачувану роботу — на сталеплавильний завод у Пеорії, де він проробив 11 років контролером і крановиком. У 1949 році він відновив навчання в Університеті Бредлі (англ. Bradley University), і успішно його завершив одержавши ступінь бакалавра англійської філології. Також він закінчив Університет штату Аризона в Тампі.
З початку 1940-х років він почав писати. Перша публікація — маленьке реалістичне оповідання «О'Браєн і Обренов» (англ. O'Brien and Obrenov) — з'являється в 1946 році в журналі «Adventure» (Пригода). Протягом наступних років Фармер завзято пише, а опублікована в 1952 році його повість «Коханці» принесла йому тільки що засновану премію «Г'юго» як «самому багатообіцяючому авторові» (у 1961 році Фармер видав її окремою книгою). Після публікації й успіху двох його оповідань «На вітрило! На вітрило!» (англ. Sail On! Sail On!, 1952 рік) і «Мати» (англ. Mother, 1953 рік), Фармер кидає роботу й стає професійним письменником, що на той час було досить сміливим кроком (за фантастику платили не дуже й багато). Початок літературної кар'єри професійного письменника було досить важким.
Його перший роман «Я заборгував за тіло» (англ. І Owe for the Flesh) перемагає на конкурсі науково-фантастичних творів чиказького видавництва Shasta Press (укр. Шаста Пресс), заснованим Мелвіном Коршаком (англ. Melvin Korshak). Але письменник не тільки не дочекався заслуженої премії в 4000 доларів, але і не побачив надрукованим свій твір. Видавництво збанкрутувало і кануло в небуття. Рукопис роману був загублений. Пізніше перероблені частини роману були опубліковані у вигляді оповідань. На їх основі і була пізніше написана перша книга «Світ Річки» (англ. Riverworld). Інший його роман «Звірі лісові», підготовлений для журналу «Приголомшливі історії» (англ. Startling Stories), так і не з'явився на сторінках видання, хоча вже був оголошений в одному з номерів. Журнал припиняє своє існування і читач побачив роман про любов героя до жінки-кентавра лише через десять років, у значно переробленому варіанті під назвою «Дейр» (1965).
Не виправдалися надії письменника на книжкову публікацію романів «Коханці» і «У день по жінці». Остання вийшла лише в 1960 році під назвою «День, коли зупинився час». Останнім ударом була відкинута повість «Біла богиня». Знову таки вона вийшла пізніше і під іншим заголовком «Плоть» (1960, перероблена і доповнена в 1968 році). У романі наш сучасник потрапляє в майбутнє, де панує матріархат і негайно перетворюється в сексуального месію.
Єдиною розрадою і реальним результатом його праці за перші сім років професійної творчості була публікація роману «Одисея Гріна» у 1957 році в престижному видавництві «Ballantine».
Через важке матеріальне становище, Фармер безупинно скитався по США. Спочатку він повертається на завод, у 1956 році залишає Піорію і протягом 14 років живе в багатьох містах, працюючи весь цей час технічним редактором у рекламно-редакційних відділах різних фірм. В 1960-х роках співпрацював з журналом «Плейбой». Лише в 1969 році, маючи на своєму рахунку 12 романів і 3 збірки оповідань він знову іде в професіонали.
«Якби почати все спочатку, я б приклав набагато більше зусиль, щоб одержати докторський ступінь з антропології. Я б із задоволенням став археологом. У мене природна схильність до антропології, я читаю масу книг з цього предмету».
Проте за ці роки Фармер створив цілий ряд непоганих творів. Це, насамперед, серія новел і роман про батька Кармоді, опублікованих у «Журналі фентезі і наукової фантастики». Всі ці історії були зібрані в збірнику «Батько для зірок» (англ. Father to the Stars, 1981 рік). Основна тема оповідань — теологічні бесіди про дивацтва різних релігій численних планет Всесвіту.
У середині 1960-х Фармер починає публікувати романи, які пізніше склали два цикли. Перший з них — «Багатоярусний світ» складається з семи романів, які розповідають про комбінації «кишенькових» всесвітів, паралельних світів, якими граються їхні невідомі творці. А головна діюча особа циклу — землянин Пол Джаунс Фіннеган (англ. Paul Janus Finnegan), ініціали якого збігаються з ініціалами самого Фармера — PJF.
Але відоміший його цикл «Світ Річки» у якому автор описав світ на берегах безкрайньої річки населений воскреслими людьми, які коли-небудь жили на Землі. Виявляється, такий фантастичний експеримент затіяли невідомі інопланетні «боги» — надцивілізація Етики. Але з якою метою? Саме про це вирішили довідатися мешканці Світу Річки — археолог і мандрівник сер Річард Бертон), Семюель Клеменс, відоміший як Марк Твен, Джек Лондон, Сірано де Бержерак та інші.
Перший роман циклу «У тіла свої зруйновані поверніться» одержав у 1972 році премію «Г'юґо». Останній на сьогодні роман циклу — «Річка Вічності», є випадково виявленою переробкою раннього твору Фармера «Я заборгував за тіло».
На хвилі популярності цього циклу, за редакцією Філіпа Фармера було випущено дві антології «Всесвіт Світу Річки: Історії Світу Річки» (1992) і «Пошуки Світу Річки», куди ввійшли оповідання різних авторів, які запропонували своє бачення Світу Річки.
На хвилі молодіжних течій і моральних свобод, які мали місце в 1960-х у США, як то наркотики, гіпі, секс тощо, видавництво «Essex House», що спеціалізується на порнографічних романах, замовило письменникові три порнографічних романи в стилі фентезі. Так з'явилася трилогія «Екзорцизм» навіяна класичними готичними романами. Видавництво випустило дві перших книг «Образ звіра» (1968) і «Вибух, або Записки на руїнах моєї свідомості» (1969), а третій роман «Зрадник всього сущого» вийшов у 1973 році в іншому видавництві. Співробітництво Філіпа Фармера з «Essex House» закінчилося романом «Бенкет потаєний: IX том мемуарів лорда Грандріта» (1969), який став основою нової трилогії — «Лорд Грандріт і Док Калібан», до якої також ввійшли «Володар дерев» і «Божевільний гоблін» (обидва 1970).
«Бенкет потаєний» — чудове дослідження садомазохістських фантазій більшості героїв відомих фантастичних серіалів. Особливо яскраво проглядається сатира на книги Едгара Райса Берроуза про Тарзана (лорда Грейстока) і Лестера Дента (англ. Lester Dent) з його суперменом Доком Севіджем. Основа сюжету всієї книги — боротьба лорда Грандріта і Дока Калібана проти Дев'яти — таємничого і вкрай небезпечного товариства безсмертних.
Серія «Лорд Грандріт і Док Калібан» стала початком цілої серії романів, герої яких запозичені у таких знаменитих письменників, як Берроуз, Хаггард, Мелвілл, Жуль Верн, Артур Конан Дойл, Курт Воннегут тощо. До них належать такі твори як трилогія «Давня Африка»: «Тарзан живий: Справжня біографія лорда Грейстока» (1972), «Хадон із древнього Опару» (1974), «Політ в Опар» (1976); а також «Тарзан живий: ексклюзивне інтерв'ю з лордом Грейстоком» (1972), "Невизначене життя і лихоліття Кілгура Траута (1973), «Док Севідж: його апокаліптичне життя» (1973), «Інший курс Філеаса Фогга» (1973), «Уривки з мемуарів лорда Грейстока» (1974), «Після падіння Кінг Конга» (1974), «Пригоди пера без перства, твір доктора Джона Ватсона, доктора медицини» (1974), «Венера на половинці раковини» (1975 — під іменем «Курт Воннегут»), «Залізний замок» (1976) і «Док Севідж: Втеча від Локі: Перша пригода Дока Севіджа» (1991).
Початком ще однієї відомої трилогії Фармера «Світ одного дня» стало оповідання «Всупереч вівторковому світу» (1971), у якому суспільство поділене на сім категорій — по одній на день тижня. Це було обумовлено перенаселеністю планети і демографічною катастрофою. З того моменту кожна людина була «прикріплена» до свого дня тижня, а в інші вимушена була впадати в анабіоз.

## Нагороди і звання
- 1952 — премія «Г'юґо» за повість «Коханці» у номінації «найбільш багатообіцяючий автор»[5]
- 1968 — Почесний гість 26-го Всесвітнього конвенту, що проходив у м. Окленд (США)
- 1968 — премія «Г'юґо» за повість «У пошуках пурпурної плати»[5]
- 1972 — премія «Г'юґо» за роман «У тіла свої зруйновані поверніться»[5]
- 2001 — Всесвітня премія фентезі за заслуги перед жанром[5]